# 2020년 대한민국의 영화 목록
다음은 2020년에 개봉된 대한민국의 영화 목록이다.

## 개봉작
일자가 색으로 칠해져 있는 영화는 개봉된 영화를 의미한다. 개봉일은 대한민국 기준.

### 상반기
| 개봉일 | 개봉일 | 제목                              | 제작/배급                                                                    | 출연/제작진                                               | 장르                        |
| ------ | ------ | --------------------------------- | ---------------------------------------------------------------------------- | --------------------------------------------------------- | --------------------------- |
| 1 월   | 15일   | 〈해치지 않아〉                   | (주)에이스메이커무비웍스                                                     | 감독 손재곤 출연 안재홍, 강소라, 박영규, 김성오, 전여빈   | 코미디                      |
| 1 월   | 22일   | 〈미스터 주: 사라진 VIP〉         | 메가박스중앙플러스엠, (주)리틀빅픽쳐스                                       | 감독 김태윤 출연 이성민, 김서형, 배정남, 신하균           | 코미디, 드라마              |
| 1 월   | 22일   | 〈남산의 부장들〉                 | 쇼박스                                                                       | 감독 우민호 출연 이병헌, 이성민, 곽도원, 이희준, 김소진   | 드라마                      |
| 1 월   | 22일   | 〈히트맨〉                        | 롯데컬처웍스(주)롯데엔터테인먼트                                             | 감독 최원섭 출연 권상우, 정준호, 황우슬혜, 이이경, 이지원 | 코미디, 액션                |
| 1 월   | 30일   | 〈성혜의 나라〉                   | 아이 엠                                                                      | 감독 정형석 출연 송지인, 강두                             | 드라마                      |
| 2 월   | 5일    | 〈클로젯〉                        | 씨제이이앤엠(주)                                                             | 감독 김광빈 출연 하정우, 김남길, 허율                     | 미스터리, 드라마            |
| 2 월   | 12일   | 〈정직한 후보〉                   | (주)넥스트엔터테인먼트월드(NEW)                                              | 감독 장유정 출연 라미란, 김무열, 나문희, 윤경호, 장동주   | 코미디                      |
| 2 월   | 13일   | 〈혼: 공포의 시작〉               | (주)드림팩트엔터테인먼트                                                     | 감독 유성호 출연 옥지영, 최규환, 김승현, 지이수, 최제우   | 공포                        |
| 2 월   | 19일   | 〈지푸라기라도 잡고 싶은 짐승들〉 | 메가박스중앙플러스엠                                                         | 감독 김용훈 출연 전도연, 정우성, 배성우, 윤여정, 정만식   | 스릴러, 범죄                |
| 2 월   | 20일   | 〈기도하는 남자〉                 | 랠리버튼                                                                     | 감독 강동헌 출연 박혁권, 류현경, 남기애                   | 드라마, 범죄                |
| 2 월   | 27일   | 〈하트〉                          | 필름다빈                                                                     | 감독 정가영 출연 정가영, 이석형, 최태환                   | 드라마, 멜로/로맨스         |
| 3 월   | 5일    | 〈찬실이는 복도 많지〉            | 찬란                                                                         | 감독 김초희 출연 강말금, 윤여정, 김영민, 윤승아, 배유람   | 드라마, 멜로/로맨스, 판타지 |
| 3 월   | 12일   | 〈악몽〉                          | (주)스톰픽쳐스코리아                                                         | 감독 송정우 출연 오지호, 차지헌, 지성원, 신린아           | 미스터리, 스릴러, 공포      |
| 3 월   | 19일   | 〈비행〉                          | 아이 엠                                                                      | 감독 조성빈 출연 홍근택, 차지현                           | 드라마, 범죄                |
| 3 월   | 25일   | 〈사랑하고 있습니까?〉            | 블루필름웍스                                                                 | 감독 김정권 출연 김소은, 성훈                             | 멜로, 로맨스                |
| 3 월   | 25일   | 〈이장〉                          | 인디스토리                                                                   | 감독 정승오 출연 장리우, 이선희, 공민정, 윤금선아, 곽민규 | 드라마                      |
| 4 월   | 15일   | 〈서치 아웃〉                     | (주)스톰픽쳐스코리아, (주)삼백상회 300 & Co.                                 | 감독 곽정 출연 이시언, 김성철, 허가윤                     | 스릴러                      |
| 4 월   | 16일   | 〈경호원〉                        | 이놀미디어                                                                   | 감독 손승현 출연 강석철, 유예빈, 지혜인, 김진우, 최철호   | 액션                        |
| 4 월   | 22일   | 〈그녀의 비밀정원〉               | 조이앤시네마, (주)제이앤씨미디어그룹                                         | 감독 김인식 출연 예지원, 최우제                           | 드라마, 멜로/로맨스         |
| 4 월   | 23일   | 〈바람의 언덕〉                   | 영화사 삼순                                                                  | 감독 박석영 출연 정은경, 장선                             | 드라마                      |
| 4 월   | 29일   | 〈호텔 레이크〉                   | 스마일 이엔티                                                                | 감독 윤은경 출연 이세영, 박지영, 박효주                   | 공포                        |
| 5 월   | 6일    | 〈슈팅걸스〉                      | (주)영화사 오원                                                              | 감독 배효민 출연 정웅인, 정지혜, 정예진, 이비안           | 드라마, 가족                |
| 5 월   | 14일   | 〈파도를 걷는 소년〉              | 매치컷                                                                       | 감독 최창환 출연 곽민규, 김현목, 민동호, 김해나           | 드라마                      |
| 5 월   | 21일   | 〈나는보리〉                      | 영화사 진진                                                                  | 감독 김진유 출연 김아송, 이린하, 곽진석, 허지나           | 드라마, 가족                |
| 5 월   | 28일   | 〈런 보이 런〉                    | (주)라온컴퍼니플러스                                                         | 감독 오원재 출연 장동윤, 서벽준                           | 드라마                      |
| 5 월   | 28일   | 〈연애 완전 정복〉                | (주)이놀미디어                                                               | 감독 김재현 출연 강예빈, 오희중, 신새롬                   | 코미디                      |
| 5 월   | 29일   | 〈국도극장〉                      | 명필름랩                                                                     | 감독 전지희 출연 이동휘                                   | 드라마                      |
| 6 월   | 4일    | 〈침입자〉                        | (주)에이스메이커무비웍스                                                     | 감독 손원평 출연 송지효, 김무열                           | 미스터리, 스릴러            |
| 6 월   | 4일    | 〈프랑스여자〉                    | (주)롯데엔터테인먼트                                                         | 감독 김희정 출연 김호정, 김지영, 김영민, 류아벨           | 드라마                      |
| 6 월   | 11일   | 〈결백〉                          | 씨네그루(주)키다리이엔티, 소니 픽쳐스 엔터테인먼트코리아주식회사극장배급지점 | 감독 박상현 출연 신혜선, 배종옥, 허준호                   | 드라마                      |
| 6 월   | 18일   | 〈사라진 시간〉                   | (주)에이스메이커무비웍스                                                     | 감독 정진영 출연 조진웅, 배수빈, 정해균, 차수연           | 미스터리, 드라마            |
| 6 월   | 18일   | 〈야구소녀〉                      | 싸이더스                                                                     | 감독 최윤태 출연 이주영, 이준혁, 염혜란, 송영규, 곽동연   | 드라마                      |
| 6 월   | 18일   | 〈열혈형사〉                      | 제이앤씨미디어그룹                                                           | 감독 윤여창 출연 김인권, 얀츠카, 김승현, 하주희           | 코미디, 멜로/로맨스         |
| 6 월   | 24일   | 〈#살아있다〉                     | 롯데컬처웍스(주)롯데엔터테인먼트                                             | 감독 조일형 출연 유아인, 박신혜                           | 드라마                      |

### 하반기
| 개봉일 | 개봉일 | 제목                               | 제작/배급                          | 출연/제작진                                                             | 장르                           |
| ------ | ------ | ---------------------------------- | ---------------------------------- | ----------------------------------------------------------------------- | ------------------------------ |
| 7 월   | 1일    | 〈소리꾼〉                         | (주)리틀빅픽쳐스                   | 감독 조정래 출연 이봉근, 이유리, 김동완, 김하연, 김민준                 | 사극, 드라마                   |
| 7 월   | 2일    | 〈시,나리오〉                      | 노바이엔티                         | 감독 김동원 출연 신소율, 오태경                                         | 드라마, 멜로/로맨스            |
| 7 월   | 2일    | 〈욕창〉                           | 필름다빈                           | 감독 심혜정 출연 김종구, 강애심, 전국향, 이재인, 김주아                 | 드라마                         |
| 7 월   | 9일    | 〈불량한 가족〉                    | (주)스톰픽쳐스코리아               | 감독 장재일 출연 박원상, 박초롱, 도지한, 김다예                         | 드라마, 코미디                 |
| 7 월   | 15일   | 〈반도〉                           | (주)넥스트엔터테인먼트월드(NEW)    | 감독 연상호 출연 강동원, 이정현                                         | 액션, 드라마                   |
| 7 월   | 23일   | 〈프리즈너〉                       | (주)박수엔터테인먼트               | 감독 양길영 출연 오지호, 조운                                           | 액션                           |
| 7 월   | 29일   | 〈강철비 2: 정상회담〉             | 롯데컬처웍스(주)롯데엔터테인먼트   | 감독 양우석 출연 정우성, 곽도원, 유연석, 류수영                         | 액션                           |
| 7 월   | 30일   | 〈카오산 탱고〉                    | 영화사 그램                        | 감독 김범삼 출연 홍완표, 현리, 오창경                                   | 드라마, 멜로/로맨스            |
| 7 월   | 30일   | 〈어게인〉                         | (주)에스와이코마드, 아이 엠        | 감독 조창열 출연 김예은, 예수정, 김소이. 김홍표                         | 뮤지컬, 드라마                 |
| 8 월   | 5일    | 〈다만 악에서 구하소서〉           | CJ ENM                             | 감독 홍원찬 출연 황정민, 이정재, 박정민, 최희서, 박명훈                 | 범죄, 액션, 드라마             |
| 8 월   | 12일   | 〈오케이! 마담〉                   | 메가박스중앙플러스엠               | 감독 이철하 출연 엄정화, 박성웅                                         | 액션, 코미디                   |
| 8 월   | 13일   | 〈어서오시게스트하우스〉           | 리틀빅픽처스                       | 감독 심요한 출연 이학주, 김주헌                                         | 드라마, 코미디                 |
| 8 월   | 20일   | 〈남매의 여름밤〉                  | 그린나래미디어                     | 감독 윤단비 출연 박현영, 양흥주, 최정운, 박승준                         | 드라마                         |
| 8 월   | 20일   | 〈69세〉                           | (주)엣나인필름                     | 감독 임선예 출연 예수정, 기주봉, 김중기                                 | 드라마                         |
| 8 월   | 27일   | 〈리메인〉                         | 영화사 오원                        | 감독 김민경 출연 이지연, 김영재, 하준                                   | 드라마                         |
| 8 월   | 27일   | 〈이별식당〉                       | (주)에스와이코마드, 아이 엠        | 감독 임왕태 출연 고윤, 송글송글, 현명한                                 | 뮤지컬, 드라마, 멜로/로맨스    |
| 8 월   | 27일   | 〈후쿠오카〉                       | 률필름, 인디스토리                 | 감독 장률 출연 권해효, 윤제문, 박소담, 야마모토 유키                    | 드라마                         |
| 9 월   | 2일    | 〈오! 문희〉                       | CGV아트하우스                      | 감독 정세교 출연 나문희, 이희준                                         | 코미디, 드라마                 |
| 9 월   | 2일    | 〈7월 7일〉                        | (주)이놀미디어                     | 감독 손승현 출연 정이서, 김희찬                                         | 드라마, 멜로/로맨스            |
| 9 월   | 9일    | 〈기기괴괴 성형수〉                | 트리플픽쳐스                       | 감독 조경훈 출연 문남숙, 장민혁, 조현정, 김보영, 최승훈                 | 공포(호러), 스릴러             |
| 9 월   | 10일   | 〈나를 구하지 마세요〉             | 리틀빅픽처스                       | 감독 정연경 출연 조서연, 최로운, 양소민, 선화, 이휘종                   | 드라마                         |
| 9 월   | 10일   | 〈이별의 목적〉                    | 블루필름웍스                       | 감독 이건우 출연 한해인, 김정훈                                         | 멜로/로맨스                    |
| 9 월   | 17일   | 〈도망친 여자〉                    | (주)영화제작전원사, (주)콘텐츠판다 | 감독 홍상수 출연 김민희, 서영화, 송선미, 김새벽, 권해효                 | 드라마                         |
| 9 월   | 23일   | 〈검객〉                           | 오퍼스픽쳐스                       | 감독 최재헌 출연 장혁, 정만식, 조 타슬림                                | 액션, 시대                     |
| 9 월   | 23일   | 〈디바〉                           | 메가박스중앙플러스엠               | 감독 조슬예 출연 신민아, 이유영                                         | 스릴러, 미스터리               |
| 9 월   | 24일   | 〈다시 만난 날들〉                 | 영화사 오원                        | 감독 심찬양 출연 홍이삭, 장하은, 서영재                                 | 드라마                         |
| 9 월   | 29일   | 〈죽지 않는 인간들의 밤〉          | TCO(주)더콘텐츠온                  | 감독 신정원 출연 이정현, 김성오, 서영희, 양동근, 이미도                 | 코미디, 스릴러                 |
| 9 월   | 29일   | 〈담보〉                           | CJ ENM                             | 감독 강대규 출연 성동일, 하지원, 김희원, 박소이, 김윤진                 | 드라마                         |
| 9 월   | 29일   | 〈국제수사〉                       | 쇼박스                             | 감독 김봉한 출연 곽도원, 김대명, 김희원, 김상호                         | 액션, 드라마, 범죄             |
| 10 월  | 7일    | 〈밥정〉                           | (주)엣나인필름                     | 감독 박혜령 출연 임지호, 김순규                                         | 다큐멘터리, 드라마             |
| 10 월  | 8일    | 〈피원에이치: 새로운 세계의 시작〉 | 롯데엔터테인먼트                   | 감독 창 출연 P1Harmony, 정진영, 정용화, 설현, 조재윤                    | 드라마, SF                     |
| 10 월  | 8일    | 〈마음 울적한 날엔〉               | 필름다빈                           | 감독 한유원, 강동완, 김남석 출연 오동민, 강길우, 이태경, 정도원, 김예은 | 드라마                         |
| 10 월  | 14일   | 〈나의 이름〉                      | 시네마 뉴원                        | 감독 허동우 출연 전소민, 최정원                                         | 멜로/로맨스, 드라마            |
| 10 월  | 15일   | 〈소리도 없이〉                    | 에이스메이커무비웍스               | 감독 홍의정 출연 유아인, 유재명                                         | 범죄, 드라마                   |
| 10 월  | 15일   | 〈돌멩이〉                         | 리틀빅픽쳐스                       | 감독 김정식 출연 김대명, 송윤아, 김의성                                 | 드라마                         |
| 10 월  | 21일   | 〈삼진그룹 영어토익반〉            | 롯데엔터테인먼트                   | 감독 이종필 출연 고아성, 이솜, 박혜수                                   | 드라마                         |
| 10 월  | 22일   | 〈종이꽃〉                         | (주)스튜디오보난자                 | 감독 고훈 출연 안성기, 유진, 김혜성, 장재희                             | 드라마                         |
| 10 월  | 28일   | 〈담쟁이〉                         | (주)트리플픽쳐스                   | 감독 한제이 출연 우미화, 이연, 김보민                                   | 가족, 드라마                   |
| 10 월  | 28일   | 〈젊은이의 양지〉                  | 리틀빅픽쳐스                       | 감독 신수원 출연 김호정, 윤찬영, 정하담                                 | 드라마                         |
| 10 월  | 28일   | 〈황무지 5월의 고해〉              | 인디컴                             | 감독 김태영 출연 조선묵, 서갑숙, 김영석                                 | 드라마                         |
| 11 월  | 1일    | 〈우리 안의 그들〉                 | 씨엠닉스                           | 감독 김태진, 송원준, 이진영 출연 황영국, 주종혁, 안태훈                 | 드라마, 옴니버스               |
| 11 월  | 4일    | 〈도굴〉                           | CJ ENM                             | 감독 박정배 출연 이제훈, 조우진, 신혜선, 임원희                         | 범죄                           |
| 11 월  | 5일    | 〈앙상블〉                         | 스톰픽쳐스코리아                   | 감독 정형석 출연 김승수, 이천희, 김정화, 서윤아, 유민규                 | 드라마                         |
| 11 월  | 11일   | 〈신황제를 위하여〉                | (주)리필름                         | 감독 이수성 출연 서준영, 송민경, 금광산, 남승민                         | 액션                           |
| 11 월  | 12일   | 〈내가 죽던 날〉                   | 워너 브라더스 코리아               | 감독 박지완 출연 김혜수, 노정의, 이정은                                 | 드라마                         |
| 11 월  | 12일   | 〈애비규환〉                       | 리틀빅픽쳐스                       | 감독 최하나 출연 크리스탈, 장혜진, 최덕문, 이해영, 강말금               | 드라마, 코미디                 |
| 11 월  | 12일   | 〈구직자들〉                       | (주)이놀미디어                     | 감독 황승재 출연 정경호, 강유석, 오륭                                   | SF, 드라마                     |
| 11 월  | 18일   | 〈요가학원: 죽음의 쿤달리니〉      | 스마일이엔티                       | 감독 김지한, 전재홍 출연 이채영, 최철호, 조정민, 간미연, 김시운         | 공포(호러)                     |
| 11 월  | 19일   | 〈특수요원〉                       | 이놀미디어                         | 감독 신재명 출연 이재윤, 공정환, 김강일, 송부건                         | 액션                           |
| 11 월  | 25일   | 〈이웃사촌〉                       | 리틀빅픽쳐스                       | 감독 이환경 출연 정우, 오달수                                           | 드라마                         |
| 11 월  | 26일   | 〈에듀케이션〉                     | 씨네소파                           | 감독 김덕중 출연 문혜인, 김준형                                         | 드라마                         |
| 12 월  | 2일    | 〈잔칫날〉                         | 트리플픽쳐스                       | 감독 김록경 출연 하준, 소주연                                           | 드라마                         |
| 12 월  | 3일    | 〈럭키 몬스터〉                    | 영화사 그램                        | 감독 봉준영 출연 김도윤, 장진희, 박성준                                 | 드라마                         |
| 12 월  | 3일    | 〈용루각: 비정도시〉               | 드림팩트엔터테인먼트               | 감독 최상훈 출연 지일주, 배홍석, 박정화, 장의수                         | 액션                           |
| 12 월  | 10일   | 〈조제〉                           | 워너 브라더스 코리아               | 감독 김종관 출연 한지민, 남주혁                                         | 멜로/로맨스                    |
| 12 월  | 10일   | 〈스웨그〉                         | 영화사 오원                        | 감독 임성관 출연 니엘, 최규진, 이보림                                   | 드라마                         |
| 12 월  | 10일   | 〈마지막 휴가〉                    | 드림팩트엔터테인먼트               | 감독 노거경 출연 이영범, 장순미, 조동혁, 김경애, 김영용                 | 드라마                         |
| 12 월  | 10일   | 〈세트플레이〉                     | 블루필름웍스                       | 감독 문승욱 출연 이재균, 장유상, 고민시, 박현숙, 김준구                 | 드라마                         |
| 12 월  | 10일   | 〈보이스 비〉                      | 지에스픽처스                       | 감독 윤민식 출연 김희찬, 노영학                                         | 드라마, 액션                   |
| 12 월  | 17일   | 〈개 같은 것들〉                   | 콘텐츠 윙                          | 감독 최종학, 스티브 리 출연 지대한, 설지윤, 김승현, 권태원, 김경룡      | 드라마, 스릴러, 범죄, 미스터리 |
| 12 월  | 23일   | 〈뮤직 앤 리얼리티〉               | 스튜디오보난자                     | 감독 빅 포니, 스티브 리 출연 빅 포니, 임화영, 황현성                    | 드라마                         |
| 12 월  | 30일   | 〈미스터 보스〉                    | 스톰픽쳐스코리아                   | 감독 김형기 출연 공찬, 홍은기, 최동구, 이승현                           | 액션                           |

## 참고 자료
- KOFIC 영화데이터베이스

## 같이 보기
- 2020년 대한민국의 영화
- 코로나19 범유행으로 영향을 받은 영화 목록